# Anthony Joseph O'Connell
Anthony Joseph O'Connell (Lisheen, 10 maggio 1938 – Moncks Corner, 4 maggio 2012) è stato un vescovo cattolico irlandese naturalizzato statunitense.

## Biografia
Monsignor Anthony Joseph O'Connell nacque a Lisheen, nella contea di Clare, il 10 maggio 1938.

### Formazione e ministero sacerdotale
Studiò al Mount St. Joseph College di Cork e al Mungret College di Limerick. A vent'anni si trasferì negli Stati Uniti ed entrò nel Kenrick Seminary di Louis.
Il 30 marzo 1963 fu ordinato presbitero per la diocesi di Jefferson City. In seguito entrò in servizio nel seminario preparatorio "San Tommaso d'Aquino" di Hannibal dove fu direttore degli studenti dal 1963 al 1968, direttore spirituale dal 1968 al 1970 e rettore dal 1970 alla nomina episcopale. Fu anche direttore diocesano per le vocazioni dal 1969 al 1988, membro del consiglio diocesano per il personale dal 1970 al 1988 e membro del consiglio presbiterale dal 1972 al 1976 e dal 1984 al 1988.

### Ministero episcopale
Il 27 maggio 1988 papa Giovanni Paolo II lo nominò vescovo di Knoxville. Ricevette l'ordinazione episcopale l'8 settembre successivo dall'arcivescovo Pio Laghi, pro-nunzio apostolico negli Stati Uniti d'America, cocosacranti il vescovo di Nashville James Daniel Niedergeses e quello di Jefferson City Michael Francis McAuliffe. Con altri vescovi e leader religiosi nella regione, nel 1989 firmò una dichiarazione a sostegno di uno sciopero dei lavoratori minerari contro la Pittston Coal Co. Fu tra i venticinque vescovi e arcivescovi degli Appalachi che nel 1995 firmarono "At Home in the Web of Life", un messaggio pastorale sulla crisi umanitaria ed ecologica che il popolo di quelle terre stava affrontando.
In seno alla Conferenza dei vescovi cattolici degli Stati Uniti fu membro della commissione per le missioni familiari e del consiglio per i servizi di soccorso cattolici. Fece parte delle delegazioni di Catholic Relief Services che visitarono la Bosnia-Erzegovina nel 1996 e il Kosovo nel 1998.
Il 12 novembre 1998 papa Giovanni Paolo II lo nominò vescovo di Palm Beach. Il suo predecessore Joseph Keith Symons si era dimesso pochi mesi prima dopo aver ammesso di aver molestato diversi adolescenti.
Nel 2002 monsignor O'Connell ammise di aver molestato almeno due studenti del seminario preparatorio "San Tommaso d'Aquino" nei suoi 25 anni di carriera. Stephen Spalding (1953-1982) fu la prima vittima di monsignor O'Connell e divenne una delle tre presunte vittime della classe di diplomati del 1971. Sua madre aveva riferito il crimine alla diocesi di Jefferson City già nel 1968. Un prete di questa diocesi, padre Christopher Dixon, alunno e membro della facoltà del San Tommaso d'Aquino, rivelò i crimini di monsignor O'Connell nel 2002.
Allo stesso modo, quattro ex studenti, tra cui due identificati nei rapporti dei media come "John C.C. Doe" e "Alexander" si fecero avanti per fare delle accuse riguardo alle azioni di monsignor O'Connell contro gli studenti. Anche la rivista Time documentò le accuse di uno studente.
L'8 marzo 2002 monsignor O'Connell presentò le dimissioni dal governo pastorale della diocesi che papa Giovanni Paolo II accettò il 13 dello stesso mese. Si ritirò nell'abbazia di Mepkin a Moncks Corner per vivere in preghiera e penitenza. Si dice che abbia viaggiato spesso in Irlanda, il suo paese natale.
Morì nell'abbazia di Mepkin a Moncks Corner il 4 maggio 2012 dopo una lunga malattia. Le esequie si tennero il 7 maggio nella chiesa dell'abbazia. Al termine del rito fu sepolto nel cimitero dell'abbazia.

## Genealogia episcopale
La genealogia episcopale è:
- Cardinale Scipione Rebiba
- Cardinale Giulio Antonio Santori
- Cardinale Girolamo Bernerio, O.P.
- Arcivescovo Galeazzo Sanvitale
- Cardinale Ludovico Ludovisi
- Cardinale Luigi Caetani
- Cardinale Ulderico Carpegna
- Cardinale Paluzzo Paluzzi Altieri degli Albertoni
- Papa Benedetto XIII
- Papa Benedetto XIV
- Papa Clemente XIII
- Cardinale Marcantonio Colonna
- Cardinale Giacinto Sigismondo Gerdil, B.
- Cardinale Giulio Maria della Somaglia
- Cardinale Carlo Odescalchi, S.I.
- Cardinale Costantino Patrizi Naro
- Cardinale Lucido Maria Parocchi
- Papa Pio X
- Cardinale Gaetano De Lai
- Cardinale Raffaele Carlo Rossi, O.C.D.
- Cardinale Amleto Giovanni Cicognani
- Cardinale Pio Laghi
- Vescovo Anthony Joseph O'Connell